# احمد فضل شبلول
احمد فضل شبلول یا احمد محمد فضل شبلول نویسنده و شاعر مصری است، که در سال ۱۹۵۳ در شهر اسکندریه به دنیا آمد. وی فارغ‌التحصیل از دانشکده اسکندریه در رشته بازرگانی می‌باشد. احمد فضل شبلول در هتل مدرسه اسکندریه مشغول به کار گردید، سپس برای کار در سال ۱۹۸۷ به عربستان سفر کرد که به عنوان دستیار مدیر تا سال ۱۹۹۱ در شرکت اداره تبلیغات در ریاض مشغول به کار شد. پس از آن نقل مکان کرد تا در دانشگاه سلطان سعود در ریاض به عنوان مصحح در چاپخانه دانشگاه سلطان سعود مشغول گردید او نویسنده مقالات متعدد در زمینه ادبیا کودک و نوجوان نیز می‌باشد. وی عضو اتحاد نویسندگان مصری است و علاوه بر آن، مقالات متعددی در زمینه ادبیات دارد که به فارسی نیز برگرداننده شده‌است.

## جوایز
- الجائزة الأولی من المجلس الأعلی للثقافة ـ لجنة الدراسات الأدبیة واللغویة عام ۱۹۹۹ عن بحث «تکنولوجیا أدب الأطفال».
- جائزة أفضل إخراج فنی للمجلات الإقلیمیة من الهیئة العامة لقصور الثقافة ۲۰۰۱.
- درع ندوة الثقافة والعلوم بدبی ـ عن بحثه "ثقافة الطفل فی عصر التکنولوجیا" ۲۰۰۳.
- درع الاتحاد العام للکتاب والأدباء العرب واتحاد الکتاب الجزائریین لمشارکته ببحث " الطفل والحرب فی فضاء الشعریة العربیة المعاصرة، بالمؤتمر العام الثانی والعشرین للأدباء والکتاب العرب المنعقد بالجزائر ۲۰۰۳.
- شهادة تقدیر من إدارة مهرجان الشعر الدولی (خیمة علی بن غذاهم) ـ تونس

۲۰۰۴
- جائزة الجدارة والتمیز ـ من جمعیة نهوض وتنمیة المرأة بالقاهرة عن دراسته «قراءة فی الإبداع الروائی للمرأة المصریة» ـ ۲۰۰۴.
- درع کلیة التربیة ـ جامعة الإسکندریة ـ ۲۰۰۵.
- درع مؤسسة جائزة عبد العزیز سعود البابطین للإبداع الشعری، فی ملتقی الکویت الأول للشعر ا لعربی فی العراق ـ الکویت ۲۰۰۵.[۵]

### تالیفات
- از تالیفات او می‌توان به کتاب‌های زیر اشاره کرد:
- أصوات من الشعر المعاصر
- قضایا الحداثة فی الشعر والقصة القصیرة
- جمالیات النص الشعری للأطفال
- أدباء الإنترنت.. أدباء المستقبل
- معجم الدهر.
- کتب عنه علی عبدالفتاح مقالاً بعنوان البحر المرأة، والبحر الوطن فی مجلة الشعر (۱۹۸۷)[۶]

### اشعار
- مسافر إلی الله ۱۹۸۰
- ویضیع البحر ۱۹۸۵
- عصفوران فی البحر یحترقان ۱۹۸۶
- تغرید الطائر الآلی ۱۹۹۶
- الطائر والشباک المفتوح ۱۹۹۹
- إسکندریة المهاجرة ۱۹۹۹
- شمس أخری. بحر آخر ۲۰۰۰
- الماء لنا والورود ۲۰۰۱
- بحر آخر (مختارات شعریة مترجمة للفرنسیة) ۲۰۰۳

شعرهایش در زمینه ادبیات کودک:
- أشجار الشارع أخواتی - شعر ۱۹۹۴
- حدیث الشمس والقمر - شعر ۱۹۹۷
- بیریه الحکیم یتحدث ۱۹۹۹
- طائرة ومدینة - شعر ۲۰۰۱
- عائلة الأحجار ۲۰۰۳[۷][۸]